# Gaidropsarus
Genre
Gaidropsarus est un genre qui regroupe quinze espèces de poissons marins de la famille des Gadidae, des Lotidae ou des Gaidropsaridae selon les classifications.
Ils se rencontrent dans le nord-est de l'Atlantique et en Méditerranée.

## Liste des espèces
| Selon FishBase (16 février 2016) : - Gaidropsarus argentatus (Reinhardt, 1837) - Gaidropsarus biscayensis (Collett, 1890) - Gaidropsarus capensis (Kaup, 1858) - Gaidropsarus ensis (Reinhardt, 1837) - Gaidropsarus granti (Regan, 1903) - Gaidropsarus guttatus (Collett, 1890) - Gaidropsarus insularum Sivertsen, 1945 - Gaidropsarus macrophthalmus (Günther, 1867) - Gaidropsarus mediterraneus (Linnaeus, 1758) - motelle de Méditerranée - Gaidropsarus novaezealandiae (Hector, 1874) - Gaidropsarus pakhorukovi Shcherbachev, 1995 - Gaidropsarus parini Svetovidov, 1986 - Gaidropsarus vulgaris (Cloquet, 1824) - motelle à trois barbillons | {Selon World Register of Marine Species (10 décembre 2023) : ___ - Gaidropsarus argentatus (Reinhardt, 1837) - Gaidropsarus biscayensis (Collett, 1890) - Gaidropsarus capensis (Kaup, 1858) - Gaidropsarus ensis (Reinhardt, 1837) - Gaidropsarus granti (Regan, 1903) - Gaidropsarus guttatus (Collett, 1890) - Gaidropsarus insularum Sivertsen, 1945 - Gaidropsarus macrophthalmus (Günther, 1867) - Gaidropsarus mauli Biscoito & Saldanha, 2018 - Gaidropsarus mediterraneus (Linnaeus, 1758) - motelle de Méditerranée - Gaidropsarus novaezealandiae (Hector, 1874) - Gaidropsarus pakhorukovi Shcherbachev, 1995 - Gaidropsarus parini Svetovidov, 1986 - Gaidropsarus vulgaris (Cloquet, 1824) - motelle à trois barbillons |